# Sociedad Artística de Oslo

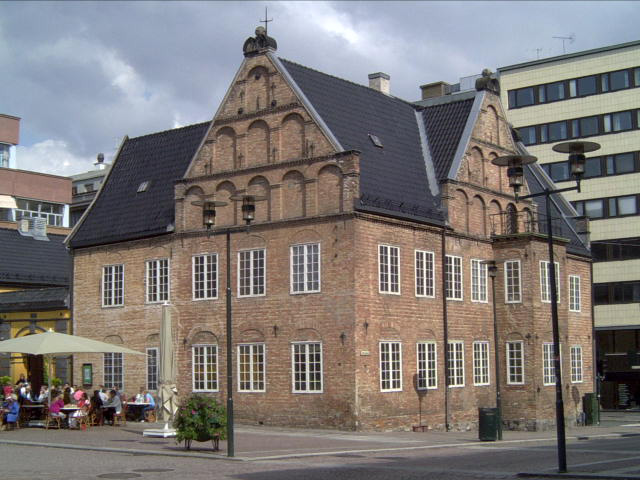
Oslo Kunstforening, se encuentra en Rådhusgata 19.

Oslo Kunstforening es una galería de arte pff nene y de la sociedad de arte situado en Oslo, Noruega.
Se encuentra en Rådhusgata 19. La galería, situada en una de las casas más antiguas de la zona Kvadraturen, es la galería artística más antigua en Oslo. Durante el año, muchos espectáculos variados se organizan en los campos de dibujo, pintura, fotografía, litografía, textiles, collage y escultura. Por lo general, una nueva exposición cada mes. La galería cuenta con exposiciones temporales de arte contemporáneo.
El presidente de la junta directiva es Jon Øien, y miembros del consejo son Sigurd Carlsen, Hans Henrik Klouman, Kuras Hjordis, Reierstad Eivind y Wiik Sonja.
La galería fue fundada en Christiania Kunstforening en 1836 por personalidades de la cultura como Johan Sebastian Welhaven, Johan Christian Claussen Dahl, Frederik Stang y Henrik Heftye. Se modela como una instalación de montaje de exposiciones temporales de arte después de que el modelo Kunstvereine, común en muchas ciudades de habla alemán, tales como Staatliche Kunstsammlungen Dresden y Kunsthalle Düsseldorf. La Galería Nacional de Noruega no se había establecido en ese momento, por lo que este fue siempre un sitio permanente para la exposición de arte público en la capital del país.